# Ermita de la Virgen de Cullera (Alberique)
La ermita de la Virgen de Cullera es un templo situado en el barrio de la Troneta, en el número 49 de la calle de la Virgen de Cullera, en el municipio de Alberique. Es Bien de Relevancia Local con identificador número 46.20.011-004.

## Historia
Esta pequeña ermita alberiquense fue construida en 1953.

## Descripción
Se trata de una capilla de muy pequeño tamaño, de planta rectangular casi cuadrada. Se encuentra en la esquina de la calle y la travesía ambas de su nombre.
Es un edificio sencillo pegado por su lado izquierdo a las viviendas de la calle y cubierto de un tejado a dos aguas.
Las paredes están blanqueadas y rodeadas por un zócalo cerámico. La puerta es adintelada y emplanchada. Sobre ella figura el nombre de la ermita en un retablo cerámico. Junto a la puerta otro retablo presenta la imagen de la titular. Sobre el frontón triangular surge una espadaña desproporcionadamente grande, con dos huecos para campanas y rematada con cruz de hierro.
El interior es muy reducido y de planta casi cuadrada. La imagen de la Virgen de Cullera se halla en una hornacina sobre el altar adosado a la pared del testero.